# Бишовець Іван Микитович

## Біографія
Народився 25 травня 1920 року в селі Ядловка Козелецького повіту Чернігівської губернії (нині село Перемога Баришівського району Київської області). Нащадок місцевих козаків-українців, християн-степовиків Подніпров'я з діда-прадіда.
Закінчив початкову школу. Потім працював у Києві на фабриці «Шовкобуд».
У Червоній Армії з жовтня 1940 року. Службу проходив Далекому Сході. У боях Великої Вітчизняної війни з травня 1942 року. На фронті був зарахований до мінометного полку піднощиком, потім став навідником. Воював на Західному, 2-му Білоруському фронтах. Брав участь у визволенні Смоленщини та Білорусії, громив ворога на території Польщі та Німеччини .
У боях 20-28 березня 1944 року в боях на вітебському напрямку червоноармієць Бишовець, що заряджає міномета, виявив себе хоробрим і винахідливим воїном, вміло виконував обов'язки всіх номерів розрахунку, зв'язківця, їздового. Шукав і доставляв у критичні моменти боєприпаси для відображення контратак супротивника. Полк, у якому він служив, знищив за вісім днів боїв до двох взводів німецької піхоти, два бліндажі, три станкові кулемети, придушив вогонь гармати, мінометної батареї та п'ятьох кулеметів противника. Наказом від 17 травня 1944 р. червоноармієць Бишовець Іван Микитович нагороджений орденом Слави 3-го ступеня.
Влітку 1944 року в бою за місто Могильов навідник 120-мм міномета молодший сержант Бишовець вогнем розсіяв і знищив до взводу противників. Наказом від 2 вересня 1944 року молодшого сержанта Бішовця Івана Микитовича нагороджено орденом Слави 2-го ступеня.
16 квітня 1945 року при оволодінні аеродромом та містом Гатов командир мінометного полку Бишовець разом із бійцями придушив 2 мінометні батареї, 5 кулеметів та винищив до 20 солдатів. Указом Президії Верховної Ради СРСР від 29 червня 1945 року за зразкове виконання завдань командування у боях з німецько-ворожими загарбниками гвардії молодшого сержанта Бишовця Івана Микитовича нагороджено орденом Слави 1-го ступеня. Став повним кавалером ордена Слави.

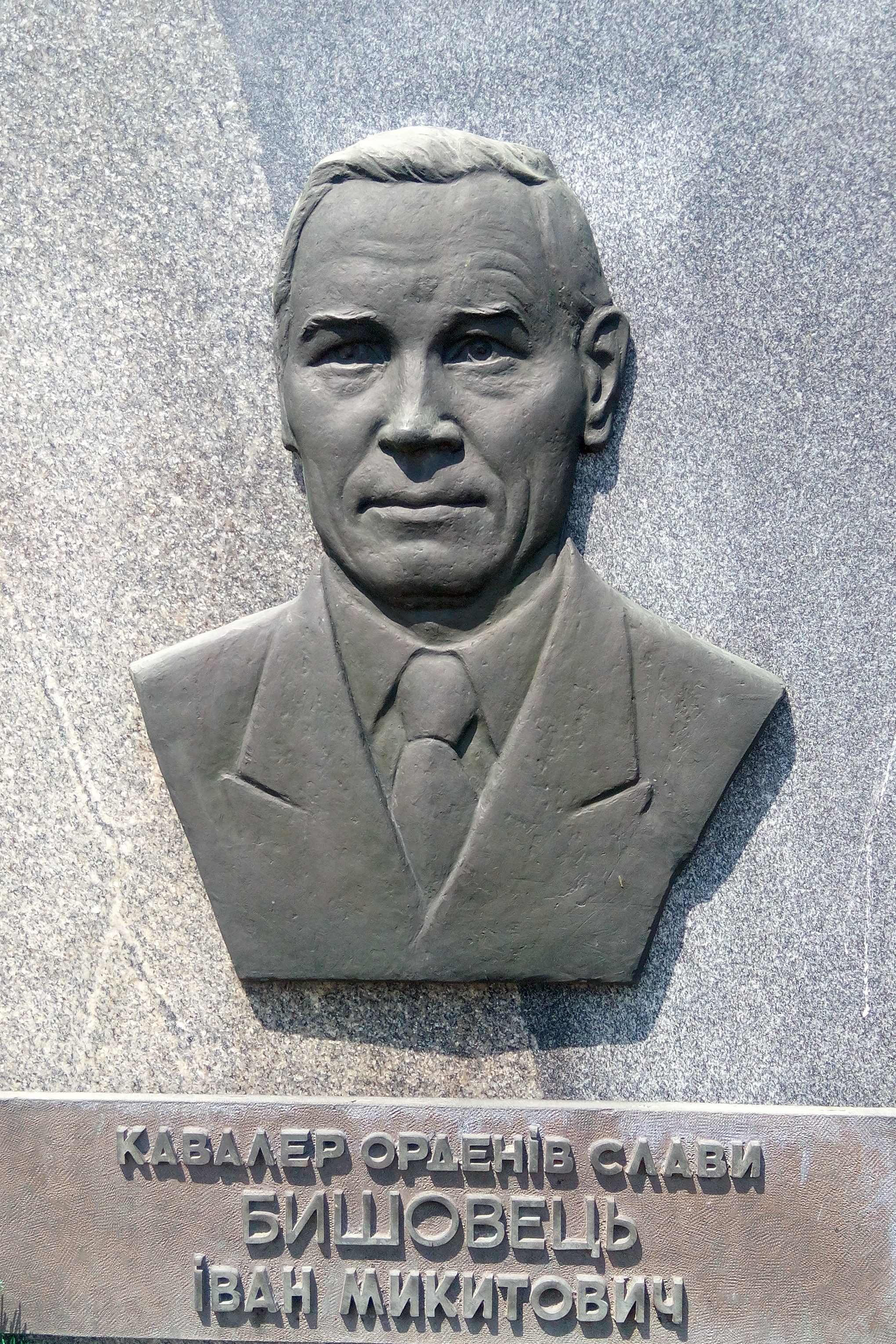
Барельєф Івану Бишовцю на Алеї Героїв у Баришівці

1946 року старшина Бишовця було демобілізовано. Працював буровим майстром на Усть-Каменогорській, Іркутській, Волгоградській, Кремечузькій ГЕС.
Останні роки жив у місті Чимкенті, працював буровим майстром Турланської геофізичної експедиції. Помер 4 жовтня 1989 року. Похований у місті Чимкенті.
Нагороджений орденами Жовтневої Революції, Вітчизняної війни 1-го ступеня, Слави 3-х ступенів, медалями.
На батьківщині у селі Баришівка Київської області встановлено його барельєф.